# Peter Boyle

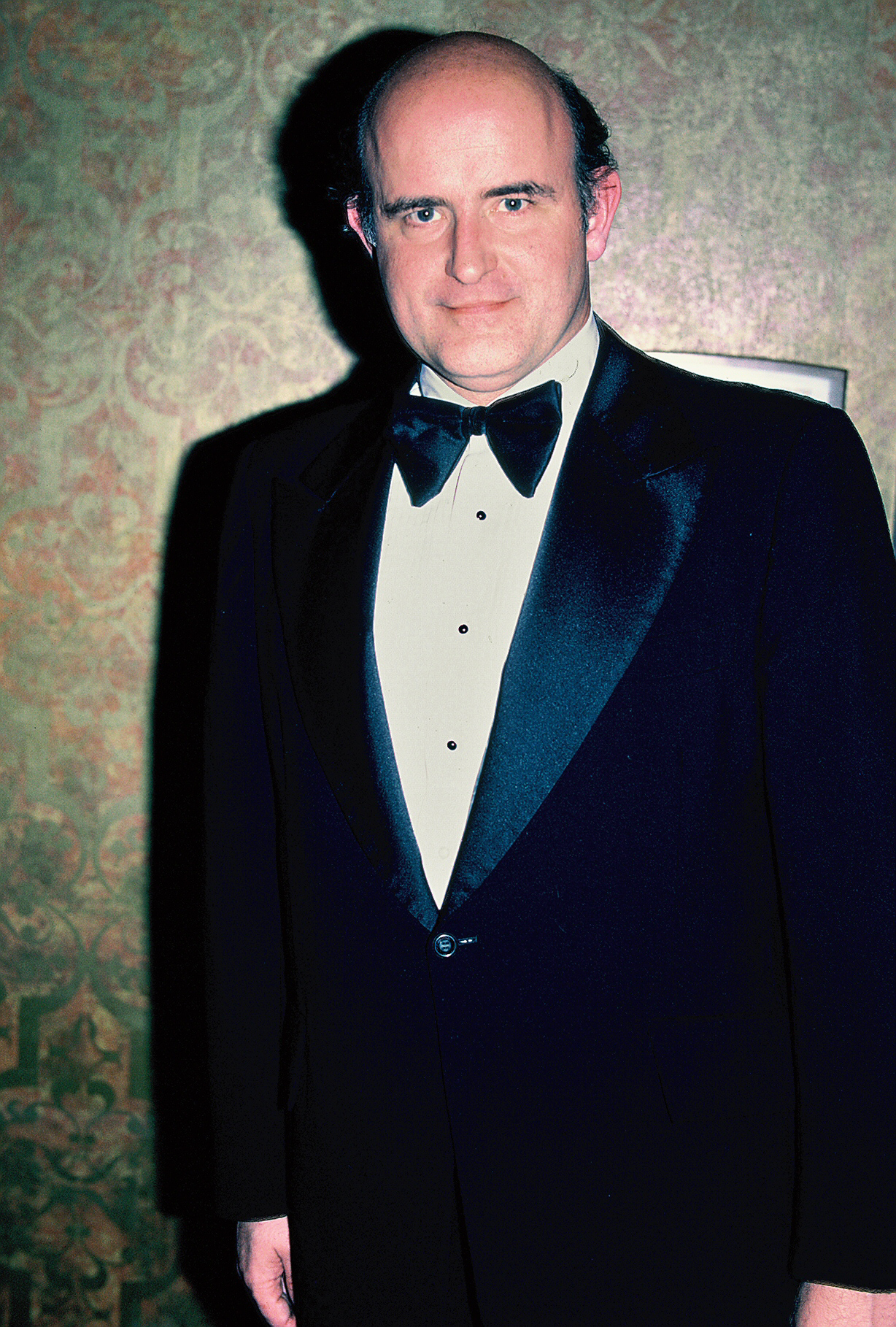
Peter Boyle

Peter Lawrence Boyle (n. 18 octombrie 1935 – d. 12 decembrie 2006) a fost actor un american câștigător al unui premiu Emmy. Principalul său rol a fost Frank Barone în sitcom-ul Everybody Loves Raymond. Este de asemenea cunoscut pentru rolurile din Taxi Driver, Young Frankenstein și Joe.

## Filmografie
- Candidatul (1972)
- Satelitul corupției (1981)
- Cine este Moș Crăciun? (1994)
- Moș Crăciun caută Crăciuniță (2002)
- Familia lui Moș Crăciun (2006)